# Cyrtonota
Cyrtonota es un género de escarabajos  de la familia Chrysomelidae. En 1837 Chevrolat describió el género. Contiene las siguientes especies:
- Cyrtonota abrili Borowiec & Świętojańska, 2015[2]
- Cyrtonota bergeali Borowiec & Sassi, 1999
- Cyrtonota botanocharoides Borowiec, 1989
- Cyrtonota bugaensis Borowiec & Sassi, 1999
- Cyrtonota christophori Borowiec, 1998
- Cyrtonota compulsa (Spaeth, 1909)
- Cyrtonota gibbera Borowiec, 1989
- Cyrtonota lateralis (Linnaeus, 1758)
- Cyrtonota machupicchu Borowiec & Sassi, 1999
- Cyrtonota montana Borowiec, 2000
- Cyrtonota nitida Borowiec & Sassi, 1999
- Cyrtonota pyramidata (Boheman, 1850)
- Cyrtonota ricardoi Buzzi, 1998